# U.3
Bei U.3 handelt es sich um eine Hardware-Schnittstelle für den Anschluss von SSDs und HDDs an Computer. U.3 ist der Nachfolger von U.2, beinhaltet die Eigenschaften des Vorgängers und ist damit ebenfalls für professionelle Einsatzgebiete konzipiert, insbesondere Workstations, Server- oder Storagesysteme.

## U.3 als Plattform
Die U.3-Tri-Mode-Plattform kann NVMe-, SAS- und SATA-Laufwerke vom gleichen Server-Steckplatz über ein einziges Backplane-Design und einen SFF-8639-Anschluss mit überarbeiteter Verkabelung gemäß der SFF-TA-1001-Spezifikation aufnehmen.
Die Plattform besteht aus einem Tri-Mode-Controller, einem SFF-8639-Stecker (einer für das Laufwerk und einer für die Rückwandplatine) sowie einem Management Framework für die Universal Backplane.
Der Tri-Mode-Controller stellt die Verbindung zwischen dem Host-Server und der Laufwerks-Backplane her und unterstützt die Speicherprotokolle SAS, SATA und NVMe. Er verfügt über einen Speicherprozessor, Cache und eine Schnittstellenverbindung zu den Speichergeräten. Der Speicheradapter unterstützt alle drei Schnittstellen und treibt die elektrischen Signale für die drei Protokolle über eine einzige physische Verbindung. Eine „Auto-Sense“-Funktion innerhalb des Controllers bestimmt, welches der drei Schnittstellenprotokolle gerade vom Controller bedient wird.
Aus der Sicht des Designs eliminiert der Tri-Mode-Controller die Notwendigkeit für Erstausrüster, einen Controller zu verwenden, der für SAS- und SATA-Protokolle bestimmt ist, und einen anderen Controller für NVMe. Er bietet eine vereinfachte Steuerung, die eine gemeinsame Schachtunterstützung für SAS-, SATA- und NVMe-Laufwerksprotokolle ermöglicht. Dank dieser Flexibilität können mehrere Laufwerkstypen gemischt und mit SAS- und SATA-SSDs/HDDs sowie NVMe-SSDs kombiniert werden.

## Schnittstelle SFF-8639
Der SFF-8639-Anschluss ermöglicht es, einen bestimmten Laufwerkssteckplatz auf der Backplane mit einem einzigen Kabel zu verdrahten, sodass er Zugriff auf ein SAS-, SATA- oder NVMe-Gerät bietet und das richtige Kommunikationsprotokoll bestimmt, das vom Tri-Mode-Host gesteuert wird. Die SFF-TA-1001 (U.3)-Spezifikation verbindet die Komponenten miteinander, indem sie die Pin-Nutzung und die Steckplatzerkennung definiert und Probleme bei der Host- und Backplane-Verkabelung löst, die beim Design für einen Backplane-Steckverbinder auftreten, der sowohl NVMe- als auch SAS/SATA-Speichergeräte akzeptiert.

## Management-Framework
Das Management-Framework ermöglicht es Benutzern, Geräte ohne erforderliche Änderungen an Treibern oder Software-Stacks zu verwalten, und adressiert eine Reihe von Aufgaben auf Systemebene, die für das NVMe-Protokoll und insbesondere für den U.3-Betrieb wichtig sind.

## PCIe-Anbindung
In Hinblick auf die Geschwindigkeit der neuen Schnittstelle werden U.3-SSDs mit PCIe 4.0 mit 4 Leitungen (Lanes) angebunden und erreichen damit theoretische Datenraten von bis zu 7,88 GByte/s.